# クロマツテツロウ
クロマツテツロウ（本名　黒松哲郎、11月17日 - ）は、日本の漫画家。奈良県奈良市出身。男性。
野球漫画やコメディ漫画を得意とする。高校野球経験者で、現在もピエール瀧の草野球チーム（ピエール学園）でプレーしている。右投げ右打ち。

## 略歴
- 奈良県立西の京高等学校を卒業後、宝塚大学（旧名・宝塚造形芸術大学）絵画学科油絵専攻に進学。[2]
- 2005年、『ヤングマガジン』（講談社）にて『とんずらmy way』が第52回ちばてつや賞（ヤング部門）準優秀新人賞を受賞。
- 2006年、『怒涛のカムバック』が第53回ちばてつや賞（ヤング部門）準優秀新人賞を受賞。
- 2011年、小学館にて『バーコードロボ』が第68回新人コミック大賞入選。
- 2009年、『この男たち、年中夢球につき』を『中学野球小僧』（白夜書房）で連載開始。その後『デンキマンの野球部バイブル』として書籍化される。
- 2012年、書籍『野球部あるある』、『野球部あるある2』の1コマ漫画を手掛ける。『ビッグコミックスペリオール』（小学館）にて『ミシェル・ド・ランナウェイ』を全4話集中連載。
- 2013年、『月刊少年チャンピオン』（秋田書店）にて『野球部に花束を〜Knockin' On YAKYUBU's Door〜』連載開始。
- 2016年、『週刊ヤングマガジン』（講談社）にて『ヤキュガミ』連載開始。
- 2018年、『グランドジャンプ』（集英社）にて『ドラフトキング』連載開始。

## 作品リスト

### 漫画
- 『野球部に花束を〜Knockin' On YAKYUUBU's Door〜』（『月刊少年チャンピオン』秋田書店） - 2022年8月11日に実写映画化されている。監督・脚本は飯塚健、音楽は海田庄吾、出演は醍醐虎汰朗、黒羽麻璃央、高嶋政宏、駒木根隆介、市川知宏、三浦健人、里崎智也、小沢仁志他、主題歌は電気グルーヴの『HOMEBASE』。
- 『デンキマンの野球部バイブル』（『中学野球小僧』白夜書房）
- 『ヤキュガミ』（漫画：次恒一、『週刊ヤングマガジン』講談社）
- 『ドラフトキング』（『グランドジャンプ』集英社）連載中
- 『ベー革』（『ゲッサン』小学館）連載中
- 『鎌倉キャノン』（『マガポケ』）
- 『山本昌はまだ野球を知らない』（漫画：マルヤマ 、『グランドジャンプ』集英社）連載中

### 書籍
- 『野球部あるある』（著・菊地選手／白夜書房）
- 『野球部あるある2』（著・菊地選手／白夜書房）

### その他
- 『CACHBALL』（全日本軟式野球連盟）表紙イラスト
- 『名珍場面から振り返る野球のルール』（レッカ社）表紙イラスト